# Bhai Gurdas
Bhai Gurdas (pendjabi : ਭਾਈ ਗੁਰਦਾਸ, 1551 - 25 août 1636) est un écrivain sikh et une figure religieuse de ce mouvement. Il a été le scribe des textes fondateurs du sikhisme : le Guru Granth Sahib, et a accompagné quatre des Gurus sikhs, les maîtres de cette religion.
Bhai Gurdas est né à Goindwal, un petit village du Pendjab (aujourd'hui en Inde). Son père Ishardas Bhai était le cousin germain de Guru Amar Das. Le prénom de sa mère était Mata Jivani ; elle est morte en 1554, trois ans après sa naissance.
Orphelin à 12 ans, il fut adopté par Guru Amar Das, puis par Guru Ram Das.
Il prêcha le sikhisme, étudia et rencontra Guru Arjan. Il termina d'écrire l'Adi Granth en 1604, et a aussi rédigé divers autres textes fondateurs du sikhisme.
Il s'éteignit le 25 août 1636 à Goindwal. Guru Hargobind effectua personnellement sa crémation.